# Tsurube-otoshi

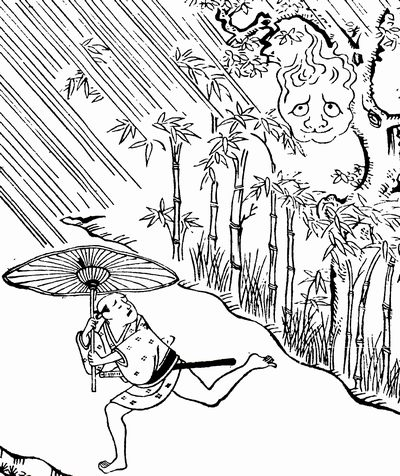
Un tsurube-otoshi (en haut à droite de l'illustration), tel que représenté dans le Kokon Hyaku monogatari Hyōban (古今百物語評判)

Le tsurube-otoshi (釣瓶おとし) est une créature du folklore japonais. Il se cache dans les cimes des arbres et descend sur les humains sans méfiance. Il est décrit de plusieurs façons : parfois, c'est une sorte d'oni ou tengu, parfois une tête désincarnée et parfois une boule de feu. Son nom est une manière d'exprimer « tomber rapidement » qui signifie littéralement « une chute de seau » et parfois le tsurube-otoshi tombe à la place d'un seau pour ramasser sa proie.

## Source de la traduction
- (en) Cet article est partiellement ou en totalité issu de l’article de Wikipédia en anglais intitulé « Tsurube-otoshi » (voir la liste des auteurs).